# 376574 Michalkusiak
376574 Michalkusiak este un asteroid din centura principală de asteroizi.

## Descriere
376574 Michalkusiak este un asteroid din centura principală de asteroizi. A fost descoperit pe 19 ianuarie 2007 la Pla D'Arguines de Rafael Ferrando. Asteroidul prezintă o orbită caracterizată de o semiaxă mare de 2,46 ua, o excentricitate de 0,22 și o înclinație de 8,6° în raport cu ecliptica.